# Земля (стихія)
Земля — стихія у міфології різних країн світу, у деяких системах — один із чотирьох елементів разом із повітрям, вогнем і водою.

## Європейська традиція

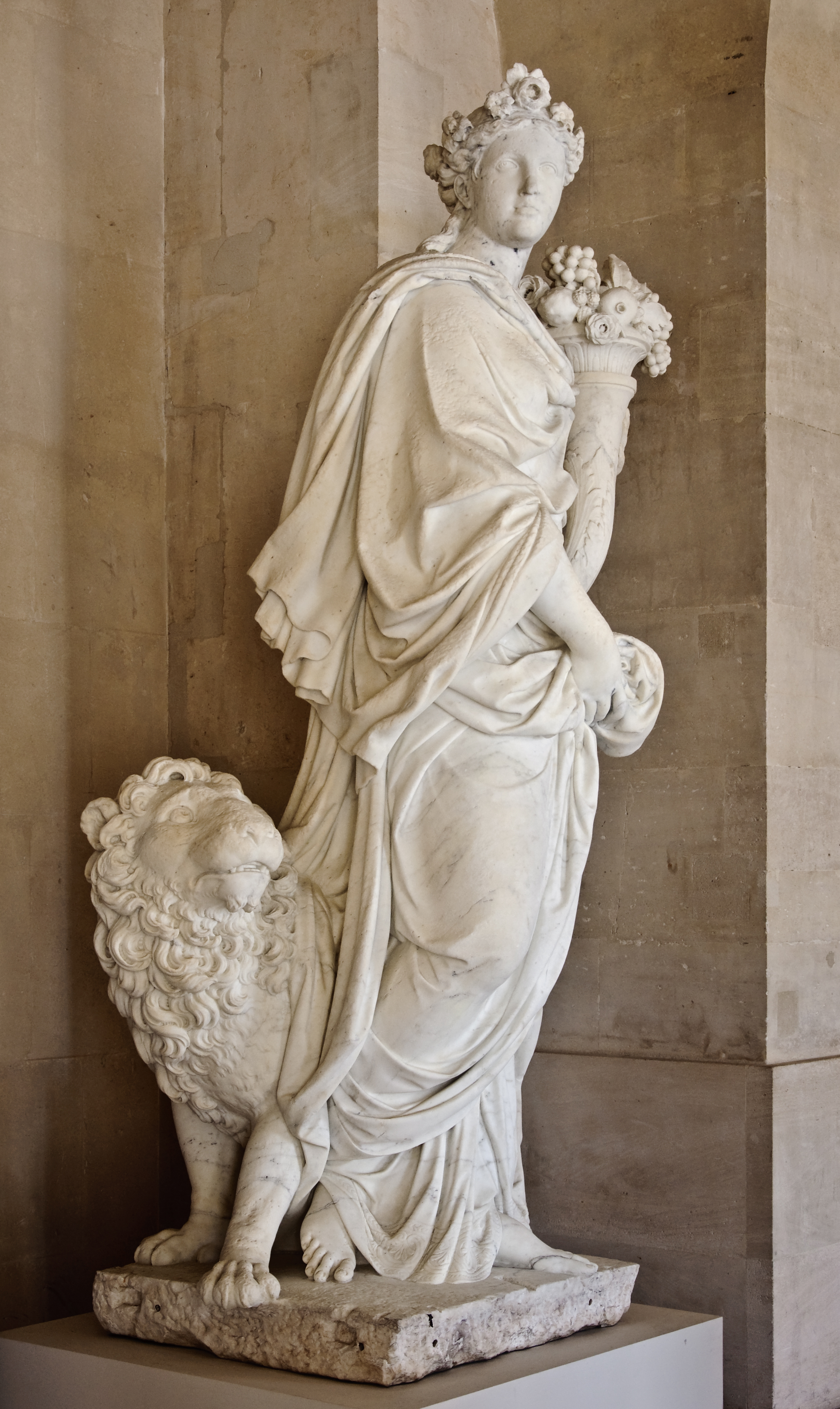
Земля (1681) Бенуа Массу, статуя Grande Commande з алегоричними атрибутами, натхненними "Iconologia " Чезаре Ріпа.

Земля — одна із чотирьох стихій у давньогрецькій філософії та науці. Її зазвичай асоціювали з якостями тяжкості, матерією та земним світом. Завдяки культам героїв і хтонічним божествам підземного світу елемент землі також асоціюється з чуттєвими аспектами як життя, так і смерті в пізнішому окультизмі.
Емпедокл з Акрагаса (c. 495 – c. 435 BCE) запропонував чотири архе, за допомогою яких можна розуміти космос: вогонь, повітря, воду та землю. Платон (427—347 рр. до н. е.) вважав, що елементи є геометричними формами (платонові тіла), і він приписав куб елементу землі у своєму діалозі «Тімей». Аристотель (384—322 рр. до н. е.) вважав, що земля була найважчим елементом, тому за його теорією природного місця будь-яка речовина наповнена землею швидко впаде прямо вниз, до центру космосу.
У класичних грецьких і римських міфах різні богині уособлювали землю, пори року, урожай та родючість, серед них Деметруа і Персефона, Церера, Гори (богині пір року), Прозерпіна, Аїд (Плутон), який керував душами померлих у підземному світі.
У давньогрецькій медицині кожна із чотирьох рідин асоціювалася з певним елементом. Чорна жовч була рідиною, ототожненою із землею, оскільки обидва були холодними й сухими. До інших речей, пов'язаних із землею та чорною жовчю в стародавній та середньовічній медицині відносяться сезон осені, оскільки він посилював якості холоду та посушливості; меланхолійний темперамент (людини з домінуванням чорного жовчного гумору); жіночність та південна точку компаса.

Алхімічний символ землі

В алхімії земля вважалася спочатку сухою, а потім і холодною (згідно з Аристотелем). Окрім цих класичних якостей, із землею асоціювалася хімічна речовина сіль, а її алхімічний символ — спрямований вниз трикутник, розділений навпіл горизонтальною лінією.

## Індійська традиція
Прітхві (санскрит : pṛthvī IAST, також pṛthivī IAST) — індуїстська богиня землі та богиня-мати. Відповідно до однієї з таких традицій, вона є уособленням самої Землі, згідно з іншою, вона її справжня мати, як Прітхві Таттва виступає сутністю елемента землі.
Як Прітхві Мата, або «Мати-Земля», вона протиставляється з Дьяусу Піті, «батьківському небу». У Рігведі земля і небо часто розглядаються як дуалізм, на що часто вказує ідея двох взаємодоповнюючих «напівоболонок». Крім того, елемент Земля асоціюється з Будгою або Меркурієм, який представляє спілкування, бізнес, математику та інші практичні справи.

## Обрядова магія
Земля та інші грецькі класичні елементи були включені в систему Золотої Зорі. Ревнитель — елементальний рівень, який приписується землі; цей ступінь також відноситься до каббалістичної сфери Малкут. Елементарною зброєю землі є пентакль. Кожен із елементів має кілька асоційованих духовних істот. Архангел землі — Уріїл, ангел — Форлак, правитель — Керуб, король — Гоб, а елементалями землі є (наслідуючи Парацельса) гноми. Земля вважається пасивною стихією; вона представлена символом Тельця, і він згадується в нижній лівій точці пентаграми у Найвищому викликальному ритуалі пентаграми. Багато з цих містичних ідей з тих пір поширилися в окультному співтоваристві.
Деколи він зображається своєю таттвою або спрямованим вниз трикутником із горизонтальною лінією через нього.

## Сучасне чаклунство
Земля є однією із п'яти стихій, які зустрічаються в більшості вікканських та язичницьких традиціях. Зокрема, на Вікку вплинула магічна система Золотої Зорі та містицизм Алітера Кроулі, який, у свою чергу також був натхненний Золотою Зорею.

## Інші традиції
У релігії ацтеків символом Землі є будинок; в індусів — лотос; у скіфів — плуг; у греків — колесо і в християнській іконографії — бики і птахи.